# Ministère de la Santé (France)
Pour les articles homonymes, voir Ministère de la Santé.
Le ministère de la Santé est l’administration française chargée de la mise en œuvre de la politique du gouvernement dans les domaines de la solidarité, de la santé publique et de la protection sociale. Il est dirigé par le ministre correspondant, membre du gouvernement français.
L’appellation peut varier, notamment en fonction de l'existence ou non d’un ministère du Travail séparé. Ces ministères ont en commun certains services d’administration centrale et peuvent être désignés sous le vocable de ministères sociaux.
L’action sociale fait également partie de la compétences des conseils départementaux.
Dans le gouvernement François Bayrou, le ministère chargé de la Santé et de l’Accès aux soins est réuni avec celui du Travail, dans un grand ministère, le ministère du Travail, de la Santé, des Solidarités et des Familles, dont la titulaire est Catherine Vautrin.

## Histoire

### Ministère de la Santé
L'origine du ministère de la Santé remonte au ministère de l'Hygiène, de l'Assistance et de la Prévoyance sociale le 13 juillet 1920, à partir de la direction de l'Assistance et de l'Hygiène publique qui dépendait alors du ministère de l'Intérieur et de la direction de la Prévoyance sociale rattachée au ministère du Travail depuis la création de ce dernier en 1906. Le ministère de la Santé publique est créé à partir de ce dernier par la loi du 4 avril 1930. Il devient de 1934 à 1936 ministère de la Santé publique et de l'Éducation physique. Pendant la Guerre, il se trouve rattaché à la Famille ou disparaît. Fin 1946, il fusionne avec le ministère de la Population, sous le nom de ministère de la Santé publique et de la Population, avant de prendre le nom de ministère des Affaires sociales en 1956, récupérant les attributions de Sécurité sociale rattachées précédemment au Travail.
Sous la Cinquième République, le ministère de la Santé a été un ministère à part entière jusqu'en 1983 (sauf entre 1966 et 1969) et entre 2002 et 2010.
En dehors de ces périodes, il existe des secrétaires d'État ou des ministres délégués dont le rattachement des fonctions a beaucoup varié, le mot de « Santé » n'apparaissant parfois dans le titre d'aucun des ministères, au profit d'« Affaires sociales » ou de « Solidarité ».

### Ministère des Affaires sociales (ou des Solidarités)
Depuis 1966, en parallèle du ministère des Affaires Sociales et de la Santé, le ministère du Travail a souvent pris la dénomination ministère des Affaires sociales, notamment de 1966 à 1969, de 1983 à 1984 ou de 1986 à 1988. De 1984 à 1986 et de 1988 à 1995, le ministère du Travail et le ministère des Affaires sociales sont séparés. Entre 2002 et 2010, la Solidarité et /ou la Cohésion sociale est plutôt à la charge du ministère du Travail tandis que la Santé est à part. Entre 2010 et 2012, le Travail et la Santé sont regroupés et le ministère des Solidarités et de la Cohésion sociale est créé,. Depuis 2012, le ministère du Travail et le ministère des Affaires sociales (devenues Solidarités en 2017) sont de nouveau séparés.
Les directions départementales de l'action sanitaire et sociale (DDASS) sont créées en 1964, elles sont renommées directions départementales des Affaires sanitaires et sociales en 1977.
En 2010, la révision générale des politiques publiques et la loi du 21 juillet 2009 dite « Hôpital, patients, santé et territoire » suppriment les directions régionales de la jeunesse et des sports, les directions régionales des affaires sanitaires et sociales, les directions régionales de l’Agence nationale pour la cohésion sociale et l'égalité des chances et les agences régionales de l’hospitalisation (créées en 1996) et les remplacent par les agences régionales de santé (ARS) et les directions régionales de la Jeunesse, des Sports et de la Cohésion sociale (DRJSCS).

### Identité visuelle (logotype)
Le logotype du ministère varie régulièrement au gré des changements de dénominations. Le logotype suit systématiquement les règles et principes de la charte graphique de la communication gouvernementale en France avec le système du « bloc marque » de 1999 à son abandon en 2020.

De juin 1997 à 1999 : ministère de l'Emploi et de la Solidarité (volet Santé).
Jusqu'en mai 2017 : ministère des Affaires sociales et de la Santé.
De mai 2017 à fév. 2020 : ministère des Solidarités et de la Santé.
De fév. 2020 à mai 2022 : ministère des Solidarités et de la Santé.
De mai 2022 à juill. 2023 : ministère des Solidarités, de l'Autonomie et des Personnes handicapées.
Depuis mai 2022 : ministère de la Santé et de la Prévention.

## Organisation et attributions

### Ministres
Depuis le 23 décembre 2024, Yannick Neuder est le ministre chargé de la Santé et de l'Accès aux soins, sous la tutelle de Catherine Vautrin, ministre du Travail, de la Santé, des Solidarités et des Familles dans le gouvernement François Bayrou.

### Administration centrale
Le ministre des Affaires sociales a autorité sur :
- la direction générale de la santé ;
- la direction générale de l'Offre de soins.

Il a autorité sur la direction générale de la cohésion sociale conjointement avec le ministre de l’Économie, de l’Industrie et du Numérique.
Il a autorité sur la direction de la Sécurité sociale conjointement avec le ministre des Finances et des Comptes publics.
Il a autorité sur la direction de la recherche, des études, de l'évaluation et des statistiques conjointement avec le ministre des Finances et des Comptes publics et le ministre du Travail, de l'Emploi et du Dialogue social.

### Services déconcentrés
Les agences régionales de santé, créées en 2010, sont sous tutelle des ministres chargés de la Santé, de l’Assurance maladie, des Personnes âgées et des Personnes handicapées.
Les directions régionales de la jeunesse, des sports et de la cohésion sociale, créées en 2010, supprimées en 2021, sont des services déconcentrés régionaux relevant des ministres chargés des Affaires sociales, du Sport, de la Jeunesse, de la Vie associative et de l’Éducation populaire, sous l’autorité du préfet de région.

## Bâtiment du ministère
En 1929, le ministre du Travail, de l'Hygiène, de l'Assistance et de la Prévoyance sociale, Louis Loucheur, décide de l'édification de bâtiments administratifs sur d'anciens terrains militaires du 7e arrondissement de Paris (l'École militaire est juste à côté) situés entre la place de Fontenoy, la rue d'Estrées, l'avenue de Ségur, l'avenue Duquesne et l'avenue de Lowendal ; ce quartier de Paris s'urbanise alors, conséquemment aux expositions universelles du début du siècle. L'architecte Guillaume Tronchet est chargé des travaux, qui se déroulent dans l'urgence : il s'agit en effet de pallier le manque de place de l'administration du travail au sein du siège historique du ministère, à l'hôtel du Châtelet, situé dans le même arrondissement, et d'héberger les services d'accueil du public (compétents pour les départements de la Seine et de Seine-et-Oise), créés lors de la loi de 1928 sur les assurances sociales et situés sous la verrière du hall Fontenoy : les premiers assurés peuvent y pénétrer à partir du 1er octobre 1930.
L'architecte Guillaume Tronchet, qui a travaillé avec une équipe d'artistes lors de l'exposition internationale des Arts décoratifs et industriels modernes de 1925 fait une nouvelle fois appel à eux pour décorer le bâtiment du ministère, de ce fait très marqué par le style Art déco. On compte notamment des vitraux de Jacques Gruber (dans le hall Fontenoy, l'actuelle salle de presse du ministère et dans l'ancien « hall des guichets », qui accueille depuis 2002 un Centre de ressources documentaires multimédias) et des sculptures des frères Jean et Joël Martel (notamment dans le hall des guichets).
Construit « à l'américaine », et en forme de « V » sur la totalité de l'îlot, l'architecte utilise des procédés modernes pour l'époque, notamment une ossature en acier et des éléments préfabriqués (l'Allemagne fournit par ailleurs plusieurs éléments, au titre des dommages de la Grande Guerre). Les façades sont en briques, mais celles-ci sont uniquement visibles de la cour intérieure, les revêtements de l'extérieur (notamment rue d'Estrées et avenue de Lowendal) étant couverts par de la pierre de taille. La partie donnant sur la place de Fontenoy est bâtie entre 1929 et 1930 et les extensions, entre 1937 et 1938. Le bâtiment compte également un abri anti-aérien, construit en 1939. En 1950 et en 1960, des agrandissements ont lieu en reprenant l'architecture d'origine. Entre 1971 et 1972, l'architecte Louis Aublet réalise la grande façade vitrée de l'avenue Duquesne, complètement reconstruite en 2004 par l'architecte Jean-François Jory ; des rénovations et des mises aux normes ont lieu entre 1998 et 2013. L'ensemble du bâtiment, l'un des plus grands de Paris, compte au total 83 000 m2 de planchers, 1 km de façades, 9 km de couloirs, 2700 fenêtres, où travaillent au total 2 300 personnes. L'entrée principale est située au 14 avenue Duquesne.
Plusieurs directions historiquement situées dans ce bâtiment déménagent au fur et à mesure de travaux de réorganisation, de la DAGPB en 1965, à la direction de la Population et des Migrations en 2001 à la DARES en 2003, qui est le dernier service du secteur travail à quitter le site historique de la place Fontenoy (hormis le comité d’histoire). Les bâtiments sont rénovés en 2013-2014.

Entrée principale sur l'avenue Duquesne.
Façade sur la place de Fontenoy.
Cour intérieure.
Salle de presse.
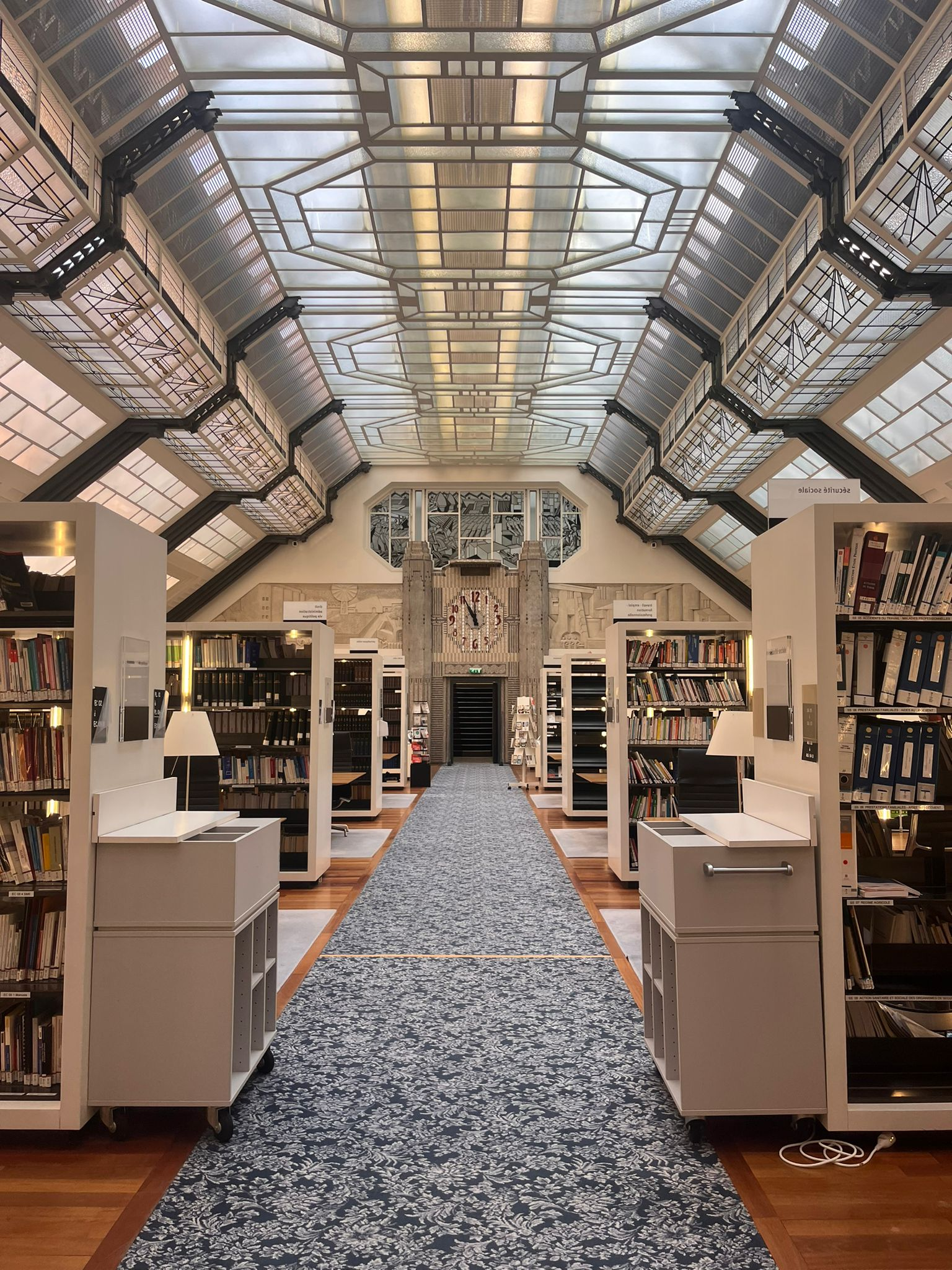
Bibliothèque.

L'ensemble constitué par le ministère est jouxté au sud par l'ensemble Fontenoy-Ségur, datant de 1932, qui abritait anciennement le ministère de la Marine marchande et le ministère des PTT.

### Décrets
Décrets d'attribution
- Décret no 2012-769 du 24 mai 2012 relatif aux attributions du ministre des affaires sociales et de la santé. (périmé)
- Décret no 2012-799 du 9 juin 2012 relatif aux attributions de la ministre déléguée auprès de la ministre des Affaires sociales et de la Santé, chargée des personnes âgées et de la dépendance, Décret no 2012-801 du 9 juin 2012 relatif aux attributions de la ministre déléguée auprès de la ministre des Affaires sociales et de la Santé, chargée de la famille, Décret no 2012-892 du 19 juillet 2012 relatif aux attributions de la ministre déléguée auprès de la ministre des Affaires sociales et de la Santé, chargée des personnes handicapées et de la lutte contre l'exclusion. (périmés)
- Décret no 2014-405 du 16 avril 2014 relatif aux attributions du ministre des affaires sociales et de la santé. (périmé)
- Décret no 2020-878 du 15 juillet 2020 relatif aux attributions du ministre des solidarités et de la santé. (périmé)
- Décret no 2022-835 du 1er juin 2022 relatif aux attributions du ministre de la santé et de la prévention. (en vigueur)

Décrets d'organisation
- Décret no 2010-95 du 25 janvier 2010 relatif à l'administration centrale des ministères chargés des affaires sociales et portant création d'une direction générale de la cohésion sociale. (en vigueur, mais modifié depuis)